# John Jackson (cầu thủ bóng đá, sinh năm 1923)
John Jackson (7 tháng 1 năm 1923 - tháng 6 năm 1992) là một cầu thủ bóng đá người Anh thi đấu ở Football League cho Stoke City.

## Sự nghiệp
Jackson sinh ra ở Newcastle-under-Lyme và thi đấu bóng đá nghiệp dư với Alsager Town trước khi gia nhập Stoke City năm 1946. Ông ghi 3 bàn thắng trong 3 trận ở mùa giải 1946-47 nhưng không có suất thường xuyên trong đội hình của Bob McGrory và sau thêm 1 trận ở mùa giải tiếp theo, ông trở lại bóng đá nghiệp dư với Congleton Town.

## Thống kê sự nghiệp
| Câu lạc bộ          | Mùa giải            | Hạng đấu            | Giải quốc nội | Giải quốc nội | Cúp FA  | Cúp FA    | Tổng    | Tổng      |
| Câu lạc bộ          | Mùa giải            | Hạng đấu            | Số trận       | Bàn thắng     | Số trận | Bàn thắng | Số trận | Bàn thắng |
| ------------------- | ------------------- | ------------------- | ------------- | ------------- | ------- | --------- | ------- | --------- |
| Stoke City          | 1946-47             | First Division      | 3             | 3             | 0       | 0         | 3       | 3         |
| Stoke City          | 1947-48             | First Division      | 1             | 0             | 0       | 0         | 1       | 0         |
| Tổng cộng sự nghiệp | Tổng cộng sự nghiệp | Tổng cộng sự nghiệp | 4             | 3             | 0       | 0         | 4       | 3         |